# Эксперимент Ричарда Лазаруса
Эксперимент Ричарда Лазаруса — известный эксперимент в психологии, проведенный Ричардом Лазарусом и группой исследователей для изучения влияния когнитивной оценки ситуации угрозы на формирование стрессовой реакции. На основе результатов данного исследования Ричардом Лазарусом и его коллегами была разработана теория психологического стресса, которая стоит на одном уровне значимости для науки с концепцией стресса Ганса Селье.

## Гипотеза исследования
Если стрессовая реакция зависит от оценки угрозы и можно переоценить степень возможного вреда от угрозы или отвлечь внимание человека от угрозы, то стрессовые реакции могут уменьшиться или даже быть устранены.

## Описание эксперимента

### Процедура проведения первой серииэкспериментов
В данном эмпирическом исследовании использовался кинофильм из серий грубых ритуальных хирургических операций, производимых на мужских половых органах в период достижения половой зрелости у австралийских аборигенов. Кинофильм предъявлялся в нескольких видах:
- Немой вариант — кинофильм без какого-либо звукового сопровождения
- Со звуковым сопровождением:
  - Звуковое сопровождение травмирующего характера — оно подчеркивало вредные и неприятные аспекты события (боль, вероятность заболеваний, увечье и так далее).
  - Звуковое сопровождение отрицающего характера — отрицалось любое негативное и неприятное воздействие ритуала.
  - Звуковое сопровождение с интеллектуализацией — заключалось в безоценочном рассказе антрополога о ритуале.

Два последних звуковых сопровождения носили защитный характер по принципу защитных механизмов «отрицания» и «интеллектуализации».
Контрольная группа. В контрольном эксперименте звуковое сопровождение предъявлялось до демонстрации кинофильма. В этом случае испытуемые, предрасположенные к защитному механизму, совпадающему с защитным характером звукового сопровождения, испытывали наименьшее субъективное беспокойство, однако отмечались большие нарушения в работе автономной нервной системы на основе показателей электрического сопротивления кожи.

#### Результаты
В ходе эксперимента было обнаружено, что травмирующий вариант звукового сопровождения значительно увеличивало проявление стрессовых реакций по сравнению с другими вариантам озвучивания кинофильма. «Защитные» варианты звуковых сопровождений значительно снижали проявления стрессовых реакций. Было также замечено, что эффективность уменьшения проявления стрессовых реакций в варианте звуковых сопровождений защитного характера зависит от личностной предрасположенности человека к защитным механизмам данного типа (отрицания или интеллектуализации).
Однако, кинофильм, использующийся в этой серии экспериментов, являлся малопонятным и сложным материалом по содержанию. Для того, чтобы убедиться в возможности распространения найденной закономерности, данная группа исследователей провела еще одну серию экспериментов, использовав при этом другой по содержанию кинофильм.

### Процедура проведения второй серии экспериментов
В данном случае использовался кинофильм, показывающий серию несчастных случаев на лесопильне. Используемый фильм был разработан с целью повысить соблюдение техники безопасности среди рабочих лесопилен. Для фильма было создано два звуковых сопровождения, соответствующих по принципу защитных механизмов отрицания и интеллектуализации. Вариант типа «отрицания» заключался в отрицании того, что события фильма реальны, как и все эффекты (ненастоящая кровь, имитация актеров и так далее). Интеллектуалистический вариант заключался в подтверждении реальности происходящего, но испытуемых призывали безоценочно относиться к фильму и прислушаться к правилам техники безопасности, которые излагал мастер. Контрольной группе коротко сообщали перед началом фильма о том, что им предстоит увидеть несколько несчастных случаев на лесопильне.

#### Результаты
У большинства испытуемых при просмотре данного кинофильма наблюдались три ясно выраженных момента (совпадающих с тремя главными эпизодами фильма — несчастными случаями) стрессовых реакций автономной нервной системы и аффективных нарушений. Результаты групп, которые смотрели фильм с защитными звуковыми сопровождениями идентичны тем, что получила группа исследований и при первой серии эксперимента: тексты, создающие защитные ориентации, заметно уменьшают стрессовые реакции на фильм. В контрольных условиях интенсивность стрессовых реакций была намного выше.

## Регистрируемые показатели
В данном исследовании измерялись электропроводимость кожи и частота сердечных сокращений.

## Выводы
Данные экспериментальные исследования подтверждают гипотезу, а именно, иллюстрируют решающую роль оценки угрозы при формировании стрессовых реакций. Один и тот же зрительный стимул мог вызвать стрессовые реакции разной интенсивности в зависимости от того, какое отношение к угрожающему стимулу (кинофильму) будет сформировано у испытуемых с помощью звуковых сопровождений или их отсутствия. Если в звуковом сопровождении зрителям давалась установка на то, что происходящее на экране неопасно или даже нереально, то степень проявления стрессовых реакций значительно снижалась. В противоположном случае — если события фильма оценивались, как опасные и приносящие вред, то интенсивность стрессовых реакций заметно увеличивалась. Таким образом, группа исследователей Ричарда Лазаруса сделала вывод о том, что в основе возникновения стресса лежит интеллектуальная оценка ситуации, и данное утверждение является центральным для теории когнитивной оценки Ричарда Лазаруса. Данная теория стала фундаментальной в становлении понятия психологического стресса в психологии Также, исследователями была выявлена значимость личностных предрасположенностей к защитным механизмам того или иного типа.
Значимость данного эксперимента состояла в попытке Ричардом Лазарусом отделить физиологический компонент стресса от эмоционального, чему не нашлось подтверждения в данном эмпирическом исследовании. Таким образом, Ричард Лазарус и его теория когнитивно-мотивационной оценки сыграла большую роль в понимании взаимодействия эмоционального и физиологического стресса.